# 稜鏡光譜儀

稜鏡光譜儀的設定

稜鏡光譜儀的設定（光線低角度）。

稜鏡光譜儀的設定（高角度光線）。

稜鏡光譜儀是一種光譜儀，它使用色散稜鏡作為其色散元件。稜鏡將光折射成不同的顏色（波長）。色散的發生是因為折射角取決於稜鏡材料的折射率，而折射率又略微取決於穿過它的光的波長

## 理論
光從鈉燈等光源發出。狹縫選擇一條穿過准直器的窄光帶，在那裡它被平行化。然後，準直的光穿過稜鏡，在稜鏡中折射兩次（一次進入，一次離開）。由於色散元件的性質，光的折射角度取決於其波長。這導致了一系列細線的光譜，每一條都可以從不同的角度觀察到。然後使用透鏡或望遠鏡形成原始狹縫的影像，在不同位置使用不同波長的光形成影像。如果形成了實像，則可以將其記錄在膠片或感光元件上，使該設備成為光譜儀。
用衍射光栅代替稜鏡將產生光栅光譜儀。光栅更便宜，提供更高的分辯率，並且由於其線性繞射依賴性而更容易校準。稜鏡的折射角隨波長呈非線性變化。另一方面，光栅具有顯著的强度損失

## 使用方法

### 光譜學
稜鏡光譜儀可用於根據發射的光譜線確定材料的成分。

### 折射率量測
如果已知所用光的波長，稜鏡光譜儀可用於量測材料的折射率。稜鏡光譜儀的校準是用鈉燈或雷射的已知光譜線進行。

## 外部連結
- The prism spectrometer Physics Laboratory Guide, Durham University
- The Prism Spectrometer
- Spectrometer, Refractive Index of the material of a prism Virtual Laboratory, Amrita University